# Carl Gustaf Ekman
Carl Gustaf Ekman (Munktorp, 1872. október 6. – Stockholm, 1945. június 15.) svéd politikus, parlamenti képviselő, 1924 és 1932 között a liberális Frisinnade landsföreningen elnöke, 1926 és 1928 között, majd 1930-tól 1932-ig Svédország miniszterelnöke.